# Mitchell U2

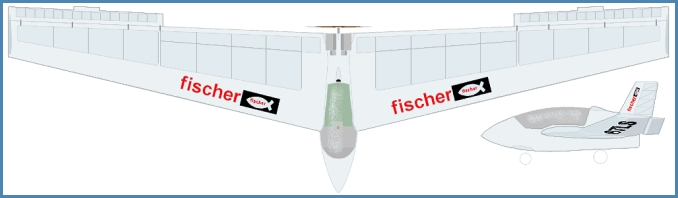
Mitchell U2 in Deutschland

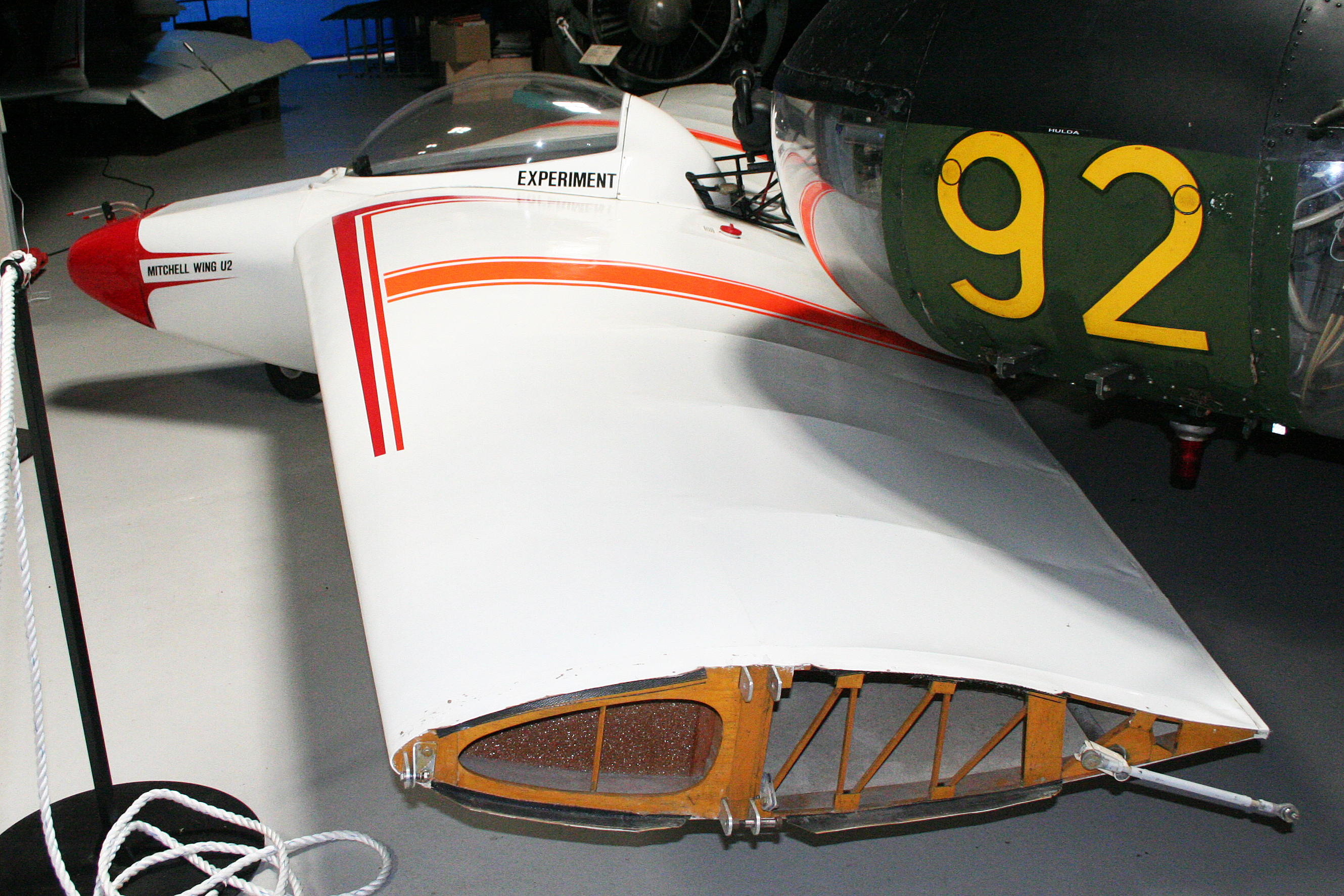
Abnehmbare Außenflügel und Flügelstruktur

Die Mitchel U2 ist ein ultraleichtes Nurflügelflugzeug als Selbstbauflugzeug nach den US-amerikanischen Vorgaben für Ultraleichtflugzeuge FAR-103.

## Varianten
Die Konstruktion aus dem Jahr 1979 stammt vom amerikanischen Nurflügel-Spezialisten Don Mitchell. Entscheidendes Konstruktionsziel war eine Leermasse unter 115 kg, um die US-amerikanischen Bestimmungen für die Zulassung als Ultraleicht-Flugzeug zu erfüllen.
Der Flügel hat bei allen Varianten immer eine sehr ähnliche Auslegung. Er verfügt ab dem Ruderansatz über eine leichte V-Form. Die Flügelrippen sind im rechten Winkel an den Holm geklebt. Am Knick, der parallel zu den Flügelrippen verläuft, ist somit ein Schränkungssprung eingebaut. Der Außenflügel ist mit drei Bolzen befestigt. Werden der vordere und der untere Bolzen gelöst, kann nach dem Entfernen der Seitenruder der Außenflügel nach innen gefaltet werden, um die Unterbringung zu erleichtern. Als Flügelprofil findet ein  modifiziertes Wortmann FX05-191 Verwendung. Die Steuerung erfolgt über als Junkers-Doppelflügel ausgebildete Elevons und vollständig drehbare Winglets. Die Auslegung erinnert stark an die russische ZAGI BP-1 von 1934.
Der Rumpf besteht aus einer Pilotenkabine und einem dahinter an einem Stahlrohrträger angebrachten Motor mit Druckschraube. Das Dreibeinfahrwerk ist nicht einziehbar, das Bugrad ist lenkbar. Die U2 ist als Tiefdecker ausgelegt. Der Deutsche Wolfgang Uhl baute im Jahr 2001 die abgebildete, stark modifizierte Version der U2, die über einen seglerähnlichen Rumpf und über ein einziehbares Dreibein-Fahrwerk verfügt.

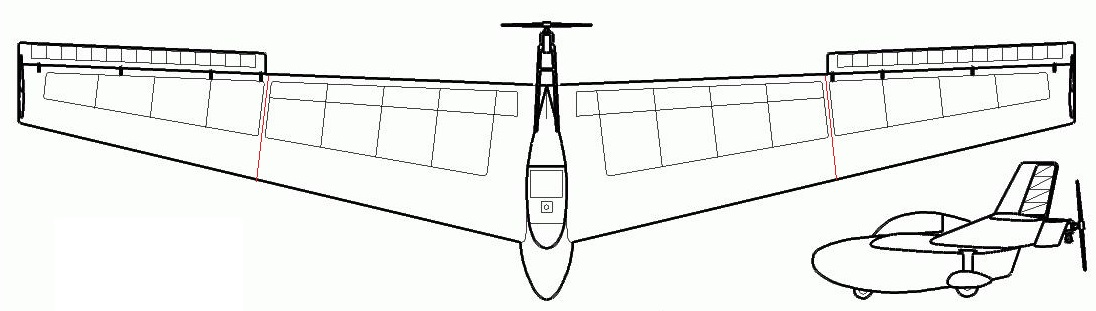
Zeichnung Mitchel U2

Der Tiefdecker U2 wurde aus dem Hochdecker mit der Bezeichnung B10 mit NACA 23015-Profil abgeleitet. Die B10 erfreut sich bei amerikanischen und europäischen Amateurbauern einiger Beliebtheit und ist als Laufstartgleiter oder Ultralight, mit offener oder geschlossener Kabine, als Bausatz oder Plansatz erhältlich.

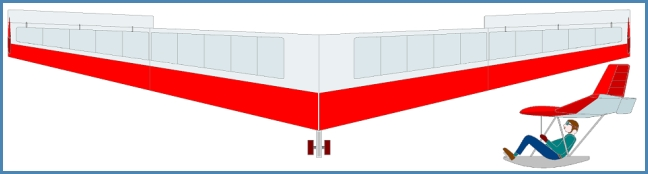
Mitchell B10 als Laufstartsegler

## Technische Daten
- Spannweite: 10 m
- Flügelfläche: 12,6 m²
- Leermasse: <115 kg
- max. Startmasse: 250 kg
- Motor: Zenoah G25 (Zweitakter) mit 16 kW (22 PS)
- Steigleistung: 2,0 m/s
- Höchstgeschwindigkeit: ~110 km/h
- Überziehgeschwindigkeit: 42 km/h; 23 kn

## Literatur

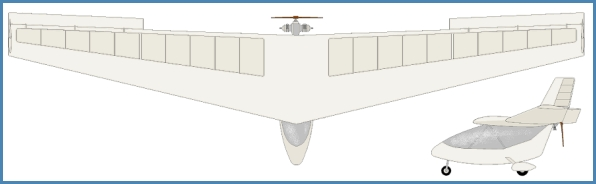
Mitchel B10 als Motorflugzeug